# Essiccazione di erbe
L'essiccazione di erbe è forse il metodo di conservazione più antico e naturale per i semi, le noci e le ghiande (cereali, leguminacee, noci, noccioline, mandorle, ecc.), perché non richiede particolari misure.
L'essiccazione di foglie, erba, fiori, radici, ecc., dopo la raccolta, è il secondo procedimento fondamentale utilizzato in galenica tradizionale (l'antica tecnologia di preparazione dei fitorimedi), ed era largamente utilizzata dagli erboristi e dagli speziali. Le piante essiccate sono la base per la maggior parte delle preparazioni galeniche come le polveri, le tinture, i macerati, le tisane, gli infusi, i decotti, le creme, gli unguenti, ecc. L'uso inalterato delle erbe essiccate è frequentissimo nella cucina attraverso le spezie aromatiche, il peperoncino, il levistico (maggi), l'aglio ursino, il timo, ecc.

## Procedimento
Per ottenere un prodotto qualitativamente soddisfacente sono richiesti particolari procedimenti.

### Raccolta
La raccolta viene effettuata durante i giorni secchi, aerati, soleggiati per evitare la formazione di muffe e la putrefazione del materiale; vengono scelti esemplari sani, belli e non infettati. La raccolta deve essere eseguita in maniera sensata e rispettosa dell'ecosistema, e deve rispettare il tempo balsamico della pianta, ovvero il periodo in cui sono presenti la maggior quantità di principi attivi. Le piante annuali intere vengono raccolte nel pieno del loro sviluppo, le piante biennali al secondo anno di vita. I fusti vengono raccolti in inverno, mentre gli steli, le radici, i tuberi e i rizomi in primavera e autunno, per quanto riguarda i germogli invece il periodo ideale coincide con la fine dell'inverno, o l'inizio della primavera. Le foglie vengono raccolte in pieno sviluppo o prima della formazione dei boccioli fiorari, mentre i fiori vengono raccolti prima della fecondazione, all'inizio della fioritura. Infine, per quanto riguarda i frutti vengono raccolti appena maturi, mentre i semi vengono prelevati quando il frutto è pienamente maturo. 
Il trasporto del materiale avviene in piccoli lotti attraverso cesti o tessuti aerati per evitare fermentazioni. In seguito al trasporto deve essere operata una scelta immediata del materiale, con conseguente pulitura e separazione meticolosa. 

### Preparazione
La preparazione prima dell'essiccamento è volta a ottenere un materiale che possa essere essiccato e conservato, mantenendo le proprietà salutari della pianta e allontanando eventuali rischi per la salute o elementi che inficino la sua conservazione nel tempo. Dopo aver scelto le erbe migliori dal punto di vista visivo si procede alla mondatura, eliminando i residui di terra e le parti che non sono utili per la preparazione della droga di interesse. È possibile inibire immediatamente i processi enzimatici di decomposizione e fermentazione tramite l'esposizione calorica  a 60 - 70 °C per pochi minuti (forno) dopo aver tagliuzzato il materiale e prima di essiccarlo. Un effetto simile si raggiunge appendendo le piante (divise in mazzi) "testa in giù", garantendo l'apporto di acqua alle punte fino al momento del decesso cellulare. Quet'ultimo processo è specificatamente indicato per erbe fasciose in grandi quantità, e va eseguito subito, per evitare un'"embolia d'aria".  

### Essiccazione
L'essiccazione è il procedimento che occorre per eliminare l'acqua dalle erbe, semi, frutti e piante. Attraverso questo procedimento le proprietà organolettiche della pianta vengono conservate, e vengono arrestati i processi enzimatici e microbici che portano alla decomposizione e fermentazione del materiale. L'essiccazione può essere eseguita all'aperto, a diretto contatto con il sole o in un posto ombroso e arieggiato. L'essiccazione al sole è tipica dei paesi a clima caldo-secco, dove i vegetali possono essere sistemati su graticci o teli. L'essiccazione all'ombra è adatta ai climi ventilati, il materiale viene appeso o sistemato sui graticci: è ideale per i mazzi e le parti più voluminose delle piante, purché non contengano grandi quantità di acqua (tuberi o bulbi). In generale le piante da essiccare vengono disposte in strati sottili (per evitare la fermentazione) e protette da parassiti e insetti inquinanti (eventualmente si è soliti coprire il materiale con la garza).  La temperatura ideale per l'essiccazione si aggira intorno ai 50-60 °C; temperature più basse provocano un'accelerazione dei processi enzimatici con conseguente decomposizione del materiale, mentre temperature più alte provocano la denaturazione delle proteine e la perdita delle proprietà organolettiche. Oltre ai metodi tradizionali le piante possono essere essiccate tramite metodi automatizzati, con stufe o essiccatoi. Un metodo alternativo all'essiccazione è quello della liofilizzazione che necessita però di una quantità di energia più che doppia rispetto all'essiccazione, il che si traduce in costi molto elevati.

### Conservazione
A essiccazione terminata le erbe sono prima "messe a riposo" in mucchietti per qualche giorno e poi depositate in recipienti di vari materiali, protette da umidità, luce e parassiti, meticolosamente contrassegnate almeno con il contenuto e la data. (Per esempio: "Rad. Taraxaci sicc. 15 aprile 2005").
Con rare eccezioni le erbe essiccate diminuiscono notevolmente le loro proprietà entro circa due anni. È buon uso fitoterapeutico, che alla nuova raccolta di una pianta, l'eventuale avanzo dell'anno precedente non si getta, ma si elabora in preparati più duraturi, preferibilmente in tinture. È anche buon uso combinare erbe di due anni susseguenti per la fabbricazione di tinture e oli.